# Nieuwaal
Nieuwaal est un village néerlandais de la commune de Zaltbommel, situé dans la province du Gueldre.

## Géographie
Nieuwaal est situé sur le Waal à l'ouest de Zaltbommel, dans la partie septentrionale du Bommelerwaard, entre Gameren et Zuilichem.

## Histoire
En 1840, Nieuwaal appartenait à la commune de Gameren et comptait 59 maisons et 326 habitants. De 1955 à 1998, le village appartenait à la commune de Kerkwijk, puis, depuis le 1er janvier 1999 à celle de Zaltbommel.